# Naryn (rivier)
De Naryn (Kirgizisch en Russisch: Нарын; Naryn, Oezbeeks: Norin) is een 809 km lange rivier in Centraal-Azië. Ze ontspringt in de Tiensjan en stroomt in westelijke richting naar de Vallei van Fergana. Samen met de Kara Darja is het een van de bronrivieren van de Syr Darja. De rivier stroomt over Kirgizisch en Oezbeeks grondgebied.
Ten behoeve van de energie- en waterwinning bevindt zich een aantal stuwdammen in de rivier, waarvan die bij Toktogul in Kirgizië de belangrijkste is. Deze werd in de jaren zeventig voltooid.
- Virtual International Authority File: 42148570651824311243